# Willow (Film)
Willow ist ein Fantasyfilm aus dem Jahr 1988 des Regisseurs Ron Howard mit Val Kilmer, Joanne Whalley und Warwick Davis in den Hauptrollen.

## Handlung
Der grausamen Königin Bavmorda wurde prophezeit, dass sie eines Tages von einer Frau mit einem Geburtsmal am Arm entthront werde. Voller Panik erlässt sie den Befehl, alle neugeborenen Mädchen zu untersuchen und sie, falls das Mal gefunden wird, zu töten. Doch ihr düsterer Plan misslingt, denn die kleine Elora entgeht ihrem Schicksal und wird vom ahnungslosen Nelwyn Willow, der ein großer Zauberer sein möchte, gefunden.
Der Dorfzauberer erteilt Willow den Auftrag, Elora zur Daikinikreuzung zu bringen und sie dem ersten Daikini (Menschen) zu übergeben, den er dort trifft. Zusammen mit einigen Gefährten macht er sich auf den Weg und trifft an der Daikinikreuzung auf den zerlumpten Madmartigan, dem er anfangs misstraut, nicht zuletzt, weil dieser in einem Käfig sitzt. Als ein Trupp von Daikinikriegern unter der Führung von Airk Bärenstark vorbeikommt, versucht Willow, ihnen Elora zu übergeben. Doch diese lehnen ab, weil sie auf dem Weg in die Schlacht sind. Madmartigan, der früher mit Airk befreundet war, bietet diesem seine Dienste an und gibt sich als Krieger zu erkennen; Airk lässt ihn allerdings im Käfig sitzen, mit der Bemerkung, dass er ihm damit einen Gefallen tue.
Auf Drängen seiner Gefährten lässt Willow Madmartigan frei und übergibt ihm das Baby. Während Willows Gefährten zum Dorf zurückkehren, folgt Willow Madmartigan, dem mittlerweile das Baby von zwei Brownies gestohlen worden ist; Willow kann Elora aber retten. Die Brownies bringen die drei zu ihrer Königin Cherlindrea, die von der Prophezeiung weiß und Willow anweist, Elora zur Zauberin Fin Raziel zu bringen, die von Bavmorda verbannt wurde. Verfolgt von Bavmordas Schergen unter der Führung des finsteren Kael und Bavmordas Tochter Sorsha gelangen sie schließlich zu der Insel, auf der Fin Raziel in Tiergestalt lebt. Willow befreit Raziel, schafft es aber nicht, sie in einen Menschen zurückzuverwandeln. Raziel regt an, zur Burg Tir Asleen weiterzuziehen, wo sie auf Hilfe hofft.
Mittlerweile wurde Elora von Bavmordas Truppen entführt, und die Gruppe macht sich auf den Weg, um Elora zu retten. Während der Rettungsaktion verabreicht einer der Brownies Madmartigan versehentlich „Staub der gebrochenen Herzen“, einen Liebeszauber in Pulverform, woraufhin sich Madmartigan kurzzeitig in Sorsha verliebt. Auf der Flucht wird er von Sorsha gestellt; diese zögert allerdings, ihn zu töten, und wird von Madmartigan, der mittlerweile wieder bei Sinnen ist, als Geisel genommen. Die Gruppe flieht nach Tir Asleen, allerdings ist die Burg von Bavmorda verflucht worden und alle Bewohner wurden versteinert. Kaels Truppen nähern sich, und Madmartigan stellt sich mit Unterstützung der anderen dem aussichtslosen Kampf. Sorsha wird sich ihrer Liebe zu Madmartigan bewusst und wechselt die Seiten, bereit, an seiner Seite zu sterben.
Im letzten Moment tauchen Airk und seine Männer auf und vertreiben Kaels Truppen, die sie bis zu Bavmordas Festung verfolgen; allerdings kann Kael Elora in seine Gewalt bringen. Dort angekommen, kann Willow Raziel endlich ihre menschliche Gestalt wiedergeben und Raziel ihre wiedererlangten Kräfte nutzen, um die Truppen vor Bavmordas Zauber zu schützen. Am nächsten Morgen stehen Willow und Raziel scheinbar alleine vor der Burg und provozieren Bavmorda, die daraufhin einen Angriff befiehlt. Als sich die Tore der Festung öffnen, greifen die in Erdlöchern versteckten Männer Airks an und können die Burg stürmen. Während der Schlacht tötet Kael Airk und wird seinerseits von Madmartigan getötet. Willow und Raziel eilen zum Turm, in dem Bavmorda Elora mit einem Zauber vernichten will. Zwischen Raziel und Bavmorda entbrennt ein Kampf, in dem Raziel unterliegt, aber nicht getötet wird. Willow will sich mit Elora davonschleichen, wird jedoch von Bavmorda gestellt. Mit einem simplen Zaubertrick kann er Bavmorda vorgaukeln, Elora weggezaubert zu haben; die fassungslose Bavmorda richtet versehentlich das Elora zugedachte Ritual gegen sich selbst und wird ausgelöscht. Das Böse ist vernichtet. Madmartigan bleibt bei Sorsha und sie ziehen gemeinsam Elora auf. Am Ende kehrt Willow, nun ein richtiger Zauberer, in sein Dorf und zu seiner Familie zurück.

## Hintergrund
- Den zweiköpfigen Drachen im Film nannten die Filmemacher „Ebersisk“ in Bezug auf die in den USA bekannten Filmkritiker Siskel und Ebert.[1]
- Während der wilden Verfolgungsjagd mit Madmartigan, Willow und den Brownies auf der Pferdekutsche, die gemeinsam vor den dunklen Rittern fliehen, bringt der ausholende Madmartigan mit einem geschwungenen Morgenstern zwei Ritter auf einem Streitwagen zur Strecke. In dem Augenblick, in dem der zweite getroffene Ritter mit dem Streitwagen umstürzt, erklingt der berühmte Wilhelmsschrei. Später ertönt der Schrei erneut, wenn die beiden kleinen Brownies während der Schlacht im Innenhof von Bavmordas Burg ein Katapult mit Pfeilen auslösen und damit böse Ritter töten.

- Das Drehbuch von Bob Dolman beruht auf einer Geschichte von George Lucas.
- Die Dreharbeiten zum Film begannen am 27. April 1987 und endeten im Oktober 1987.[2]
- Die Produktionskosten wurden auf rund 35 Millionen US-Dollar geschätzt. Der Film spielte in den Kinos der USA rund 57 Millionen US-Dollar ein.[2]
- Kinostart in den USA war am 20. Mai 1988, in Deutschland am 15. Dezember 1988.
- Die Geschichte des Filmes wurde später von Chris Claremont und George Lucas in der Buchtrilogie Shadow Moon, Shadow Dawn und Shadow Star fortgeführt (Deutsche Buchtitel: Schattenmond, Schattendämmerung und Schattensonne).

## Fernsehserie
Ab 2005 diskutierten Lucas und Davis die Möglichkeit einer Fernsehserie, die als Fortsetzung von Willow dienen sollte. Im Laufe der Jahre äußerte Davis in verschiedenen Interviews Interesse daran, seine Rolle als Titelfigur wieder aufzunehmen.
Im Mai 2018 bestätigte Howard, dass es laufende Gespräche über eine Fortsetzung gebe, wobei er bestätigte, dass das Projekt nicht Willow 2 heißen würde. 2019 gab Ron Howard bekannt, dass sich eine Fernsehserie in der Entwicklung befinde, die exklusiv auf dem Streaming-Dienst Disney+ veröffentlicht werden solle. Geschrieben ist die Serie von Jonathan Kasdan, während Warwick Davis seine Rolle aus dem Originalfilm wieder aufnehmen wird. 
Seit November 2022 wird die neue Serie unter dem Namen Willow exklusiv auf Disney+ ausgestrahlt.

## Andere Medien

### Brettspiel
1988 erschien bei Tor Books The Willow Game, ein Brettspiel für zwei bis sechs Spieler, das auf dem Film basiert und von Greg Costikyan entworfen wurde.

### Videospiele
Drei Videospiele, die auf dem Film basieren, wurden veröffentlicht: Mindscape veröffentlichte 1988 ein Actionspiel für Amiga, Atari ST, Commodore 64 und DOS. Der japanische Spieleentwickler Capcom veröffentlichte 1989 zwei verschiedene Spiele, die auf dem Film basieren. Das erste, Willow, ist ein Jump ’n’ Run für Arcadehallen und das zweite Willow-Spiel ein Rollenspiel für das Nintendo Entertainment System. 

### Romane
Wayland Drew adaptierte Lucas’ Geschichte als Filmroman, der zusätzliche Hintergrundinformationen zu mehreren Hauptfiguren und verschiedene zusätzliche Szenen enthält, darunter eine Begegnung mit einem Seemonster in der Nähe von Raziels Insel, die zwar gefilmt, aber letztlich nicht im Film verwendet wurde. Ein Ausschnitt aus dem gefilmten Material dieser Szene ist in der Making of Willow-Dokumentation auf der DVD zu sehen.
Lucas skizzierte außerdem die Schatten-Trilogie (OT: Chronicles of the Shadow War), die dem Film folgen sollte, und beauftragte Comic- und Romanautor Chris Claremont mit der Umsetzung in eine Buchreihe. Die Bücher spielen etwa fünfzehn Jahre nach dem Originalfilm und stellen die jugendliche Elora Danan in den Mittelpunkt. Madmartigan und Sorsha werden fast sofort im ersten Buch getötet und spielen in der Serie keine Rolle mehr.
1. Schattenmond (1995)
2. Schattendämmerung (1996)
3. Schattensonne (2000)

## Kritiken
„Obwohl ‚Willow‘ zahlreiche Hinweise auf die Phantasie von Lucas trägt (Herr Lucas schrieb die Geschichte und war ausführender Produzent des Films), führte die Regie Ron Howard, dessen Herangehensweise eher nüchtern ist. […] Sogar die Kampfszenen wurden so entschlossen geschäftsmäßig erstellt, dass keine besonderen Details im Tumult herausstehen. Und Willow, eine sympathische, aber fade Figur, regt nicht oft zum Mitfühlen an, also mangelt es dem Film an einem emotionalen Mittelpunkt. Anstelle dessen baut der Film auf so viel Übertreibung und Wiederholung, dass er es möglich macht, sogar des bezaubernden Babys überdrüssig zu werden.“

„Ein mit großem äußerem Aufwand technisch perfekt produzierter Fantasy-Film, der die verschiedenen Motive zu einer effektvoll kalkulierten Erzählung fügt, wobei das Finale zum Spektakel von sich übertrumpfenden Effekten gerät. Zwar mit Blick fürs Detail und für Figuren gestaltet, doch in erster Linie ein synthetisches Unterhaltungsprodukt, hinter dem die humanen Botschaften zurückbleiben.“

## Auszeichnungen
- Bei der Oscarverleihung 1989 war der Film in zwei Kategorien für einen Preis nominiert: Für Beste visuelle Effekte sowie Bester Tonschnitt.
- Der Film wurde in zwei Kategorien für den Negativpreis Goldene Himbeere 1989 nominiert: In der Kategorie Schlechtestes Drehbuch und Schlechtester Nebendarsteller (Billy Barty).